# Disques 7ième Ciel
Disques 7ième Ciel est un label discographique basé à Rouyn-Noranda, au Québec. Fondé en 2003, il est spécialisé dans la production et la commercialisation d'artistes de hip-hop québécois. Il est considéré comme « l’une des plus importantes structures de production d’albums indépendantes au Québec »,.

## Historique
Disques 7ième Ciel a été fondé par le rouynorandien Steve Jolin, alias Anodajay, après que plusieurs maisons de disques aient refusé de publier son premier album, Premier VII, sous prétexte des insuccès commerciaux du hip-hop au Québec
.
Suivant la publication, en 2003, de Premier VII sous le label nouvellement créé, Anodajay agrandit ses contacts pour signer de nouveaux rappeurs, notamment Samian en 2006, Koriass en 2007 et Dramatik en 2008. Ces signatures leur a respectivement permis de publier leurs premiers albums solos: Face à soi-même (Samian), Les racines de béton (Koriass), et La boîte noire (Dramatik).
À partir des années 2010, Disques 7ième Ciel participe au décloisonnement du « rap québ » par la publication de différents projets d'Alaclair Ensemble et de leurs membres KNLO, Eman et Vlooper. Il s'ensuit une série de signatures d'importance, notamment Manu Militari en 2012, Brown Family, KNLO et Alaclair Ensmble en 2016, Zach Zoya en 2017, FouKi en 2018, ainsi que LaF, Robert Nelson et Souldia en 2019.
En 2023, pour leur 20ᵉ anniversaire, Disques 7ième Ciel organisent un spectacle au Centre Bell réunissant les artistes ayant marqué l'histoire de la maison de disques. Plus de 7 500 spectateurs assistent aux performances des artistes, dans ce qui est considéré comme « un moment historique pour la musique québécoise ». La même année, ils remportent le Prix Félix de la « maison de disques de l'année » lors du 45e gala des prix Félix.
On considère aujourd'hui que le label Disques 7ième Ciel est au « sommet de cet univers du rap québécois » et en « rassemblent les acteurs majeurs »,.

## Artistes
- Anodajay
- Anglesh Major[10]
- Samian
- Koriass
- Dramatik
- Manu Militari
- Alaclair Ensemble
- KNLO
- Matiu
- Robert Nelson
- FouKi
- LaF
- Brown Family
- Bkay[10]
- Souldia
- Eman
- Greg Beaudin
- GreenWoodz
- Les Fourmis
- Modlee
- Zach Zoya